# A2 (Kroatië)
De A2 is een snelweg gelegen in het noorden van Kroatië. Het totale traject bedraagt 59,2 kilometer en loopt van af Donji Macelj bij de grens met Slovenië tot aan het knooppunt Jankomir met de A3 bij de hoofdstad Zagreb. De bouw van het gehele traject duurde van 1997 tot begin 2007, waarna de weg op 29 mei 2007 werd opengesteld voor verkeer. Er dient echter wel tol te worden betaald voor het gebruik van de autosnelweg. De weg zal in de toekomst aansluiten op de Sloveense snelweg A4 richting Maribor, als die weg voltooid is.
A1 · A2 · A3 · A4 · A5 · A6 · A7 · A8 · A9 · A10 · A11 · A12 · A13